# Ayesha Imam
Ayesha Imam est une militante nigériane pour les droits humains. Elle est l'ancienne directrice du département de la Culture, du Genre et des Droits de l'Homme du Fonds des Nations unies pour la population et l'une des membres fondateurs et première secrétaire nationale de coordination de Femmes au Nigeria. Elle a aussi été coordinatrice de BAOBAB, un groupe de défense pour les droits des femmes.
Imam a été impliquée dans le succès de l'appel contre la condamnation à mort d'Amina Lawal.

## Biographie
Imam a obtenu un premier degré universitaire en sociologie de l'École Polytechnique du Nord de Londres en 1980 et un master de l'université Ahmadu-Bello (ABU) en 1983. Elle a achevé son doctorat à l'université de Sussex. Elle a rejoint la faculté de l'ABU en 1980. En 1983, elle a été la secrétaire de la coordination, la plus haute position, de Femmes au Nigeria, une organisation féministe basée à Zaria. En 1996, elle a co-fondé BAOBAB, un groupe qui assure la protection juridique des femmes qui sont accusées en vertu du code pénal de la Charia, du droit coutumier ou de lois séculières qui concernent les femmes, mais ont été établies sans la prise en compte de leurs intérêts. Ces codes prévoient parfois la flagellation ou la lapidation des femmes. Alors qu'elle était directrice de BAOBAB lors de l'introduction de la Charia au Nigeria, l'organisation a tenu des séminaires à travers le pays pour discuter de la façon dont les lois musulmanes peuvent être interprétées en faveur des droits des femmes.
Dans un entretien de 2003, Imam fait remarquer que les lois liées à la Charia ne sont pas toutes inspirées de versets du Coran, que certaines sont des interprétations faites par des hommes après que le Coran a été publié, notamment des interprétations qui incluent la lapidation d'une femme adultère et l'amputation pour vol. Par conséquent, elle ne croit pas que toutes les lois de la Charia dans le code pénal au Nigeria, en particulier celles concernant certains aspects de la zina et du contrôle de la sexualité, sont immuables.
En 2002, elle a reçu le John Humphrey Freedom Award. Imam est membre du Forum féministe africain.